# Jean-Charles Willoquet
Jean-Charles Willoquet, né le 31 août 1944 à Dompierre-sur-Besbre (Allier) et mort le 9 décembre 1990 à Alençon, est un braqueur célèbre, qualifié à son époque d'« ennemi public numéro 1 ».

## Biographie
Fils d'une propriétaire d'un bar neversois et d'un cheminot, né en 1944 à Dompierre-sur-Besbre. En 1963, il obtient son brevet professionnel de coiffure à Nevers, en trichant à une épreuve écrite.
En 1968, ce garçon-coiffeur de Nevers est condamné à cinq ans de prison dont deux fermes pour 24 cambriolages.
À sa libération, en 1970, il monte à Paris pour entrer dans le milieu du grand banditisme qui l'estime pour son sang-froid et son excellente maîtrise des armes. Il est de nouveau arrêté par la police judiciaire sur les Champs-Élysées le 29 juin 1974.
Début 1975, il fait la connaissance à la maison d'arrêt de la Santé de Jacques Mesrine avec qui il organise son évasion. Mais une fois Willoquet dehors, il ne s'occupera plus du « Grand Jacques » pour qui la déception fut grande.
Le 8 juillet 1975, Willoquet comparaît devant le tribunal correctionnel de Paris pour onze attaques à main armée. Une avocate arrive alors près du box du gangster avec une grenade dégoupillée dans la main, c'est Martine Cabanes, la femme de Willoquet déguisée (en 2024, elle publie Roman d'une braqueuse,  (ISBN 978-2374486345)). Martine lui lance une arme, prend en otage le juge et le substitut avant de s'enfuir, blessant un gendarme. Martine est arrêtée le 25 octobre 1975 puis condamnée à dix ans de prison ferme. Jean-Charles Willoquet est arrêté le 1er décembre 1975 et condamné à vingt ans de réclusion criminelle. Il est incarcéré à la centrale de Clairvaux et est libéré le 27 décembre 1989 après avoir bénéficié d'une mesure de mise en liberté conditionnelle.
Moins d'un an après, il meurt à Alençon, lors d'un braquage raté chez un couple d'antiquaires, Alfred et Rosa Kahn, rue des Granges.

## Film documentaire
- Marc Maouad et Roland Sicsic, Willoquet « l'esthète », sur lesgrandesevasions.fr
- Archives INA : Rencontre avec Jean-Charles WILLOQUET, ancien ennemi public no 1 dans les années 70 et récemment libéré de prison après quinze ans d'enfermement.Sur un commentaire en voix off, le reportage se compose de l'interview de l'ancien gangster, entrecoupé de photographies et d'images d'archives.

## Sources
- Thierry Desseux, Les nouvelles affaires criminelles du Nivernais, de Borée, 2008. ("L'homme qui courait avec le vent", p. 277 à 299)
- Jean-François Miniac, Les nouvelles affaires criminelles de l'Orne, de Borée, septembre 2009. (Un chapitre sur les circonstances de sa mort, le 9 décembre 1990.)
- Delfeil de Ton, les lundis de DDT 1978-1979, page 50 à 56. Editions de l'Apocalypse.
- Edition du Journal Le Monde 22 Décembre 1977 https://www.lemonde.fr/archives/article/1977/12/22/des-jures-du-second-proces-estiment-qu-ils-ont-ete-trompes-par-le-president-de-la-cour-d-assises_2856460_1819218.html